# Marqués de Vadillo (metropolitana di Madrid)
Marqués de Vadillo è una stazione della linea 5 della metropolitana di Madrid.
Si trova sotto alla Glorieta del Marqués de Vadillo, nel distretto di Carabanchel.

## Storia
La stazione fu inaugurata il 6 giugno 1968 con il primo tratto della linea che collegava la stazione di Callao con quella di Carabanchel.
Tra il 2003 e il 2004 la stazione fu parzialmente ristrutturata con il rifacimento delle volte, ma nonostante ciò la stazione è ancora priva di ascensori.

## Accessi
Vestibolo Marqués de Vadillo
- Antonio Leyva: Glorieta del Marqués de Vadillo 1 (angolo con Calle del General Ricardos)
- Avda. Emperatriz Isabel: Glorieta del Marqués de Vadillo 6